# Jingdezhen (prefekturhuvudort i Kina)
Jingdezhen (kinesiska: 景德镇市) är en prefekturhuvudort i Kina. Den ligger i provinsen Jiangxi, i den sydöstra delen av landet, omkring 150 kilometer nordost om provinshuvudstaden Nanchang. Jingdezhen ligger 48 meter över havet och antalet invånare är 1 587 477. Befolkningen består av 761 349 kvinnor och 826 128 män. Barn under 15 år utgör 20,0 %, vuxna 15-64 år 73 %, och äldre över 65 år 6,0 %.
Runt Jingdezhen är det tätbefolkat, med 369 invånare per kvadratkilometer. Jingdezhen är det största samhället i trakten. Runt Jingdezhen är det i huvudsak tätbebyggt.
Genomsnittlig årsnederbörd är 2 597 millimeter. Den regnigaste månaden är juni, med i genomsnitt 468 mm nederbörd, och den torraste är oktober, med 52 mm nederbörd.